# مارک کاول
مارک کاول (انگلیسی: Mark Covell؛ زادهٔ ۱ ژانویهٔ ۱۹۶۷) قایقران قایق بادبانی اهل بریتانیا است.